# 104 стране о љубави
104 стране о љубави је југословенски филм из 1967. године. Режирао га је Здравко Шотра, а сценарио је писао Едвард Раџински.

## Улоге
| Глумац            | Улога |
| ----------------- | ----- |
| Столе Аранђеловић |       |
| Петар Банићевић   |       |
| Растислав Јовић   |       |
| Снежана Никшић    |       |
| Гојко Шантић      |       |
| Љиљана Шљапић     |       |
| Предраг Тасовац   |       |